# Les Tribulations d'un Chinois en Chine (film)
Pour les articles homonymes, voir Les Tribulations d'un Chinois en Chine.
Pour plus de détails, voir Fiche technique et Distribution.
Les Tribulations d'un Chinois en Chine est un film d'aventures franco-italien réalisé par Philippe de Broca, sorti en 1965. L'adaptation cinématographique s'inspirant du roman homonyme de Jules Verne. À sa sortie, le film rencontre un réel succès populaire, toutefois moins élevé que celui du film L'Homme de Rio du même réalisateur, avec Belmondo en vedette et sorti en 1964.

## Synopsis
Arthur Lempereur, milliardaire désœuvré de trente ans, volage mais fiancé à la jeune Alice, veut en finir avec la vie, par ennui. Toutes ses tentatives échouent. Il décide alors de partir sur son yacht avec Alice, son valet Léon, sa future belle-mère Suzy et Cornelius, le compagnon de celle-ci, et enfin M. Goh, un vieil ami et ancien tuteur. Ils doivent faire le tour du monde.
À Hong Kong, le fondé de pouvoir de Lempereur, M. Biscoton, vient les trouver pour annoncer la ruine d'Arthur. Celui-ci continue ses tentatives de suicide, tandis que Suzy parle d'annuler le mariage. M. Goh décide alors Arthur à lui confier sa mort : Arthur prend une assurance-vie (d'une durée d'un mois) au nom  d'Alice et de M. Goh, tandis que ce dernier s'arrange pour le faire tuer. Arthur le voit en effet engager deux hommes patibulaires pour le suivre, puis d'autres, pour sans doute le tuer... Et bientôt il échappe à une tentative de meurtre, organisée par M. Goh.
Arthur ne se laisse pourtant pas faire et prend la fuite, accompagné de Léon. Dans un cabaret de Hong Kong, il croise Alexandrine, une ethnologue qui paye son voyage autour du monde en jouant les strip-teaseuses. Poursuivis, Léon et Arthur font irruption dans la loge de la danseuse. Bien qu'Alexandrine se montre plutôt intéressée par les aventures d'Arthur, elle semble se désintéresser de ses tentatives de séduction.
Mais Arthur ne souhaite plus mourir, revigoré par sa rencontre d'Alexandrine. Il part ensuite à la recherche de M. Goh, mais celui-ci est parti dans l'Himalaya en ayant confié le soin de tuer Arthur à des étrangers. Léon et Arthur s'envolent alors pour l'Inde, puis pour l'Himalaya. Ils tentent de rejoindre le couvent de M. Goh à pied, mais les difficultés de la route et les poursuivants ne facilitent pas leur périple ; ils finissent tout de même par arriver enfin au couvent, au pied de l'Everest. Ils sont alors capturés par des montagnards, croisent la déesse vivante, puis sauvés par les « patibulaires » (qui se révèlent être envoyés par la compagnie d'assurance pour veiller à la santé de Lempereur).
Les deux gardes du corps révèlent à Lempereur que Goh n'a pas quitté Hong Kong. Ils tentent alors de le retrouver ensemble : Arthur retrouve Alexandrine, puis M. Goh. Celui-ci lui avoue qu'il n'a jamais eu l'intention de le faire tuer, mais qu'il était essentiel qu'Arthur le croie pour retrouver le goût à la vie. Suzy décide de son côté, avec l'aide de Cornelius, d'en finir avec Arthur à la place de M. Goh, qu'elle trouve trop lent. Après avoir raté leur première tentative, Suzy fait appel à Charlie Fallinster, le roi de la pègre locale, tandis que Cornelius avoue tout à Arthur. Il ne reste plus que trois jours avant que la prime soit annulée.
Fallinster fait afficher des avis de recherche concernant Arthur dans tout Hong Kong, et celui-ci ne peut bientôt plus faire un pas sans être suivi par des tueurs à gages. Il se réfugie auprès d'Alexandrine, puis dans un théâtre chinois, et ils sont enfin arrêtés par la police. Après être sortis de la prison, ils sont pris en chasse par tout ce que compte l'île de malfrats, aidés par les deux gardes du corps. En fuite à bord d'une jonque, puis de cercueils flottants, ils échouent sur une ile déserte, puis sont pris en chasse par Fallinster lui-même, assisté de sa troupe de pirates. Les gardes du corps les lâchent à la fin du contrat, mais Fallinster veut la peau de Lempereur.
Arthur et Alexandrine finissent par être sauvés par Léon et Cornélius. Rentrés à leur bateau, Léon se fiance avec Alice (avec la bénédiction de Suzy, sermonnée par Cornélius), Arthur avec Alexandrine. C'est alors que Biscoton fait sa réapparition : la faillite d'Arthur était une fausse nouvelle, Lempereur est toujours milliardaire. Arthur déprime à nouveau…

Acteurs principaux
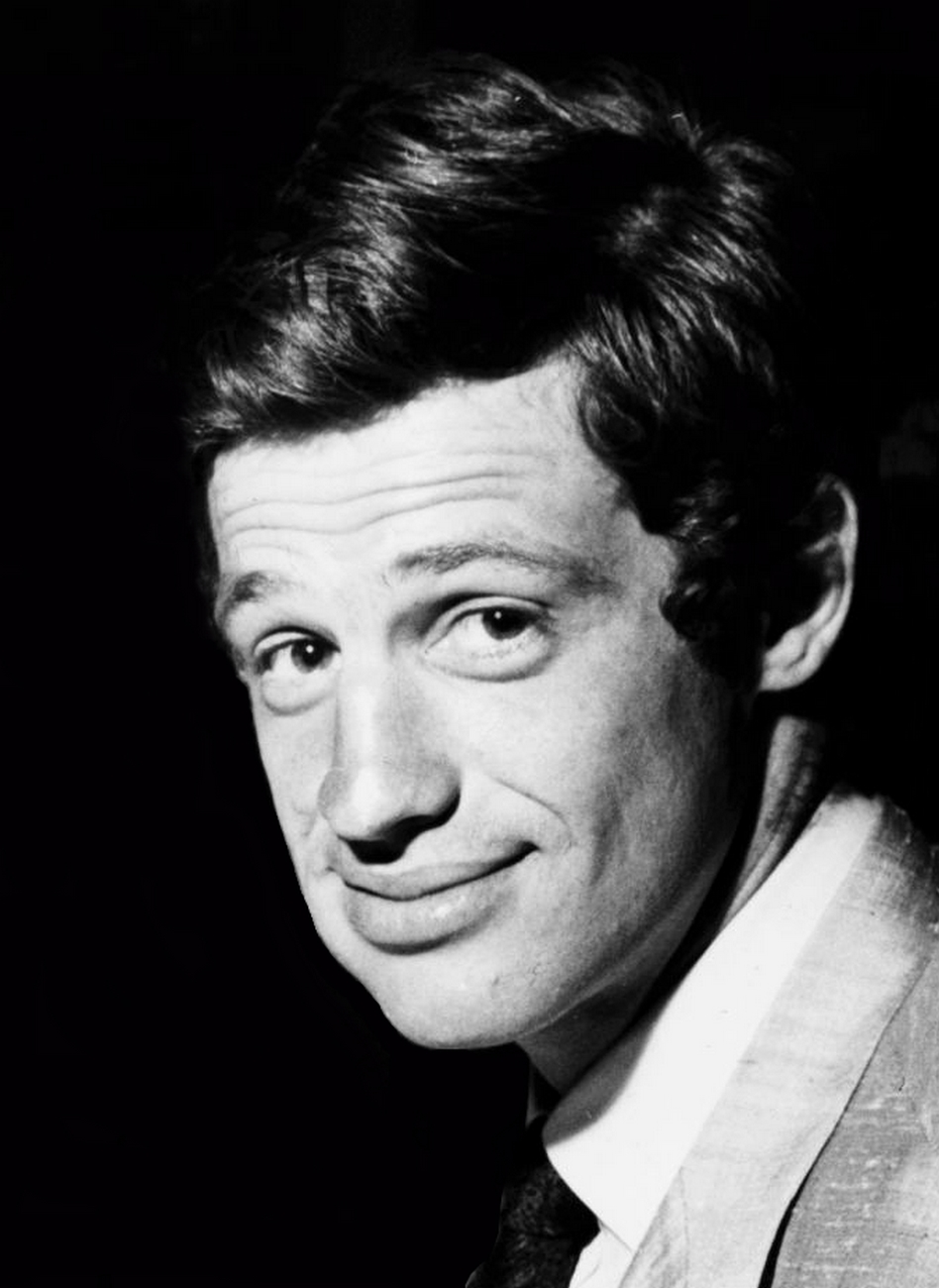
Jean-Paul Belmondo (Arthur Lempereur)
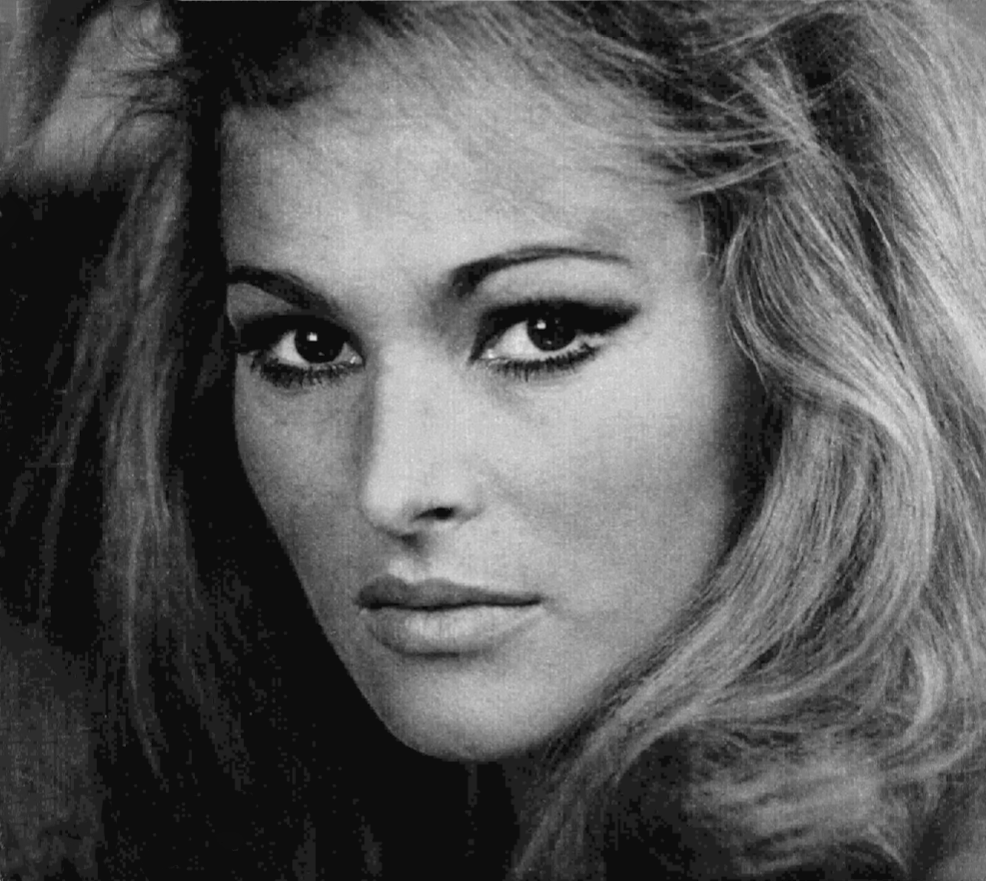
Ursula Andress (Alexandrine Pinardel)
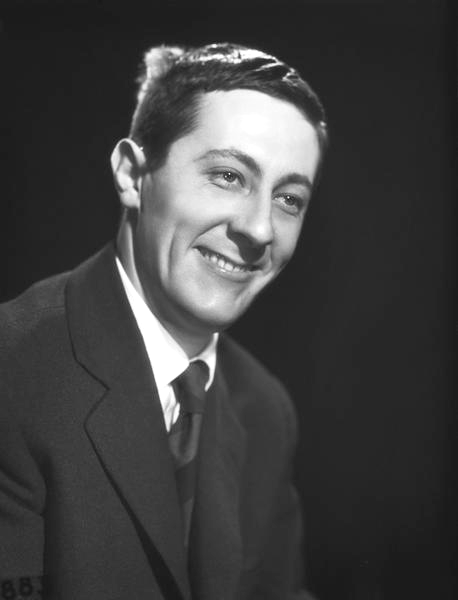
Jean Rochefort (Léon)
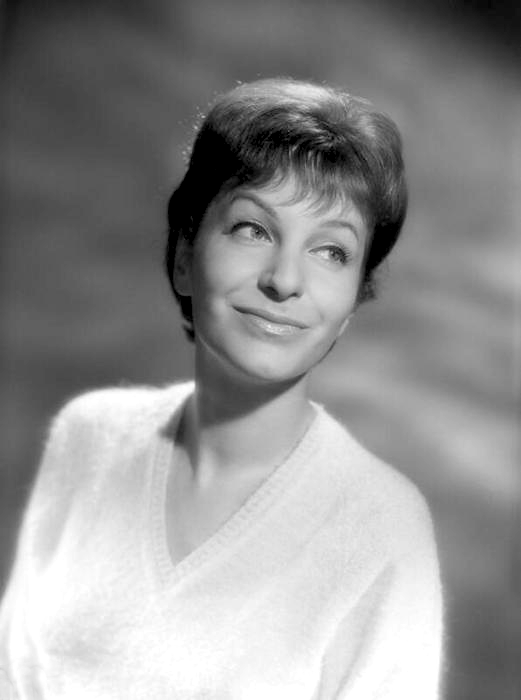
Maria Pacôme (Suzy Ponchabert)
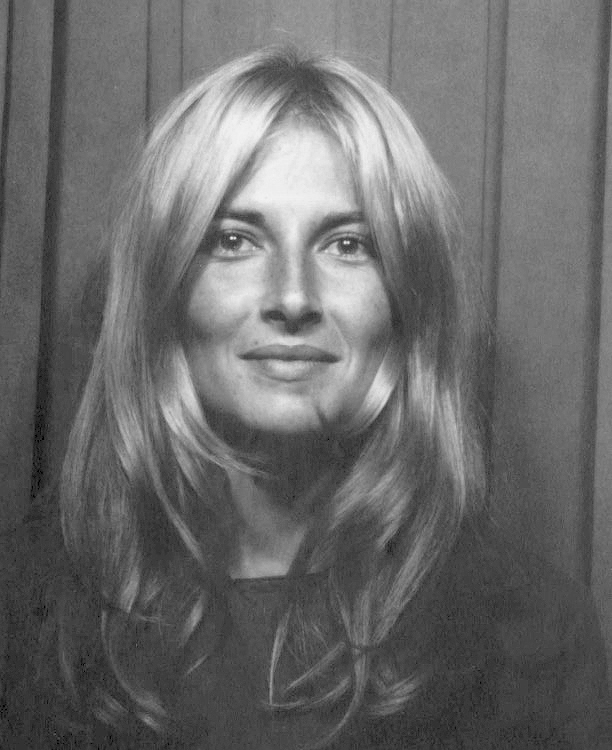
Valérie Lagrange (Alice Ponchabert)
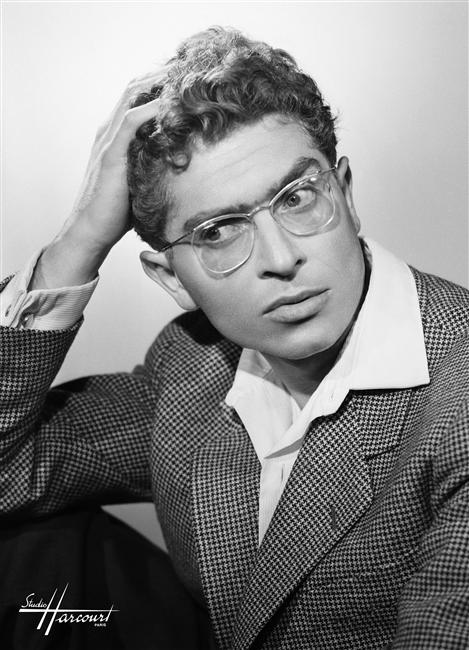
Darry Cowl (Biscoton)
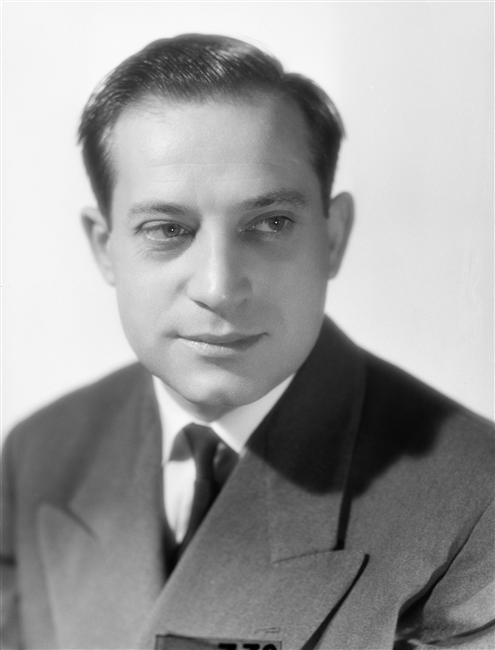
Paul Préboist (adjudant Cornac)
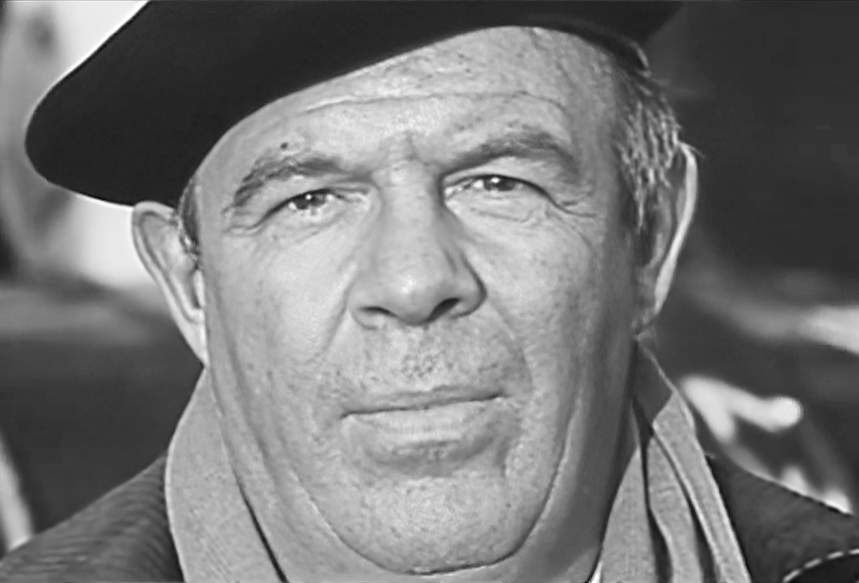
Jess Hahn (Cornelius)
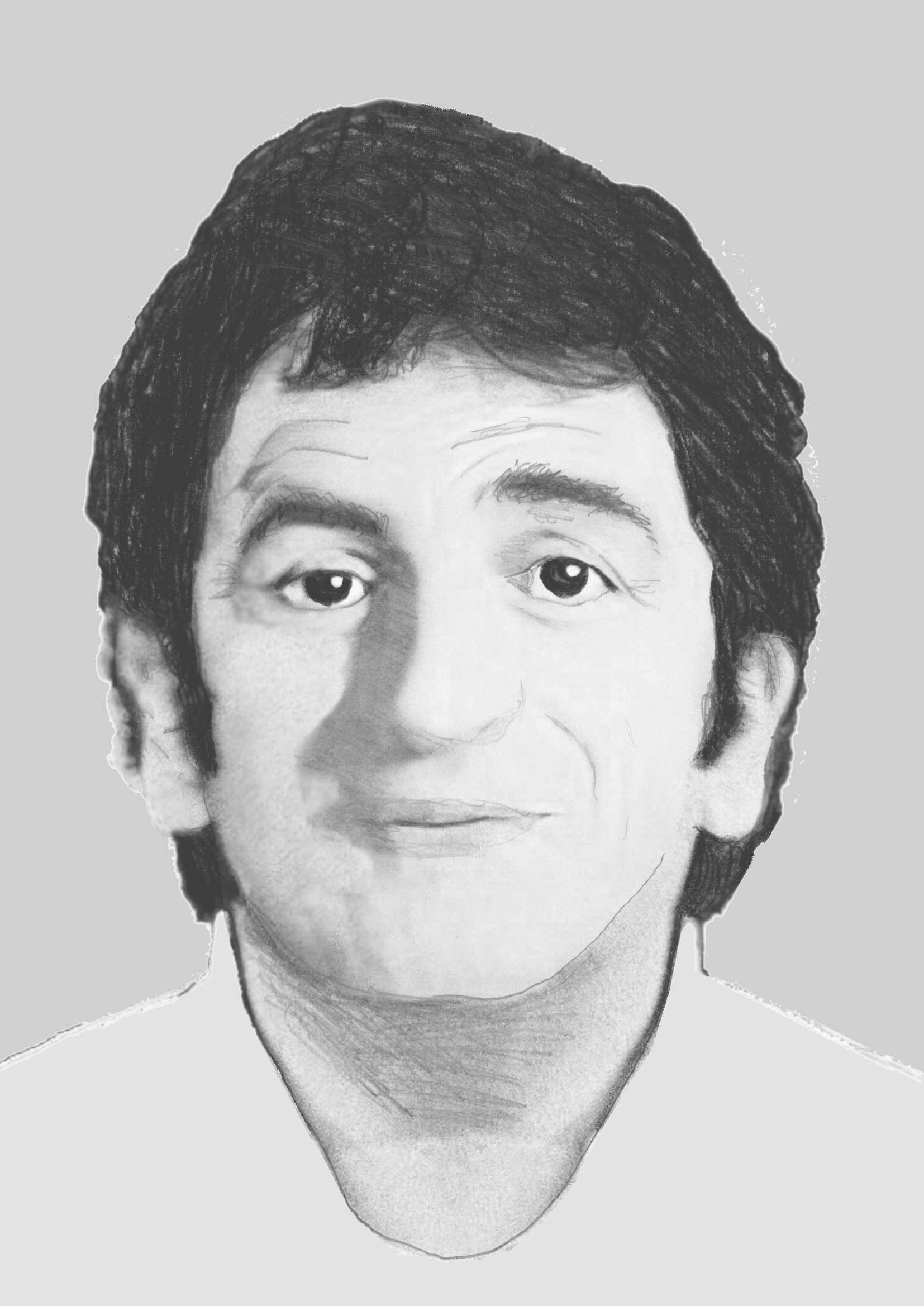
Mario David (Sergent Roquentin)

## Fiche technique
- Titre original : Les Tribulations d'un Chinois en Chine
- Réalisation : Philippe de Broca ; Claude Pinoteau (assistant)
- Scénario : Daniel Boulanger, d'après le roman homonyme de Jules Verne
- Décors : François de Lamothe
- Costumes : Jacqueline Moreau
- Photographie : Edmond Séchan
- Cadreur : Jean-Paul Schwartz
- Montage : Françoise Javet
- Son : Antoine Bonfanti
- Musique : Georges Delerue
- Production : Georges Dancigers et Alexandre Mnouchkine
- Sociétés de production : Les Films Ariane ; Les Artistes Associés et Vides Cinematografica (coproductions)
- Société de distribution : United Artists
- Pays d’origine : France, Italie
- Langue originale : français
- Format : couleur (Eastmancolor) — 35 mm — 1,85:1 — son Mono
- Genre :  Comédie d'aventure
- Durée : 110 minutes
- Dates de sortie :
  - Finlande : 5 novembre 1965 (avant-première mondiale)
  - France : 4 décembre 1965
  - Belgique : 24 décembre 1965
- Affiche : René Ferracci (France)

## Distribution
- Jean-Paul Belmondo : Arthur Lempereur
- Ursula Andress : Alexandrine Pinardel
- Jean Rochefort : Léon
- Maria Pacôme : Suzy Ponchabert
- Valérie Lagrange : Alice Ponchabert
- Darry Cowl : Biscoton, le fondé de pouvoirs
- Paul Préboist : l'adjudant Cornac
- Jess Hahn : Cornelius
- Mario David : le Sergent Roquentin
- Valéry Inkijinoff (doublé par Jean Berton) : Mr. Goh
- Alexandre Mnouchkine (doublé par Georges Aminel) : le directeur de la compagnie d'assurances La Centenaire
- Joe Saïd (doublé par Georges Aminel) : Charlie Fallinster, l'Al Capone des Mers du Sud
- Gil Delamare : le pilote de l'avion
- Boris Lenissevitch (doublé par Georges Aminel) : le professeur

## Production

### Tournage
Philippe de Broca, après le succès de L'Homme de Rio, a recherché l'exotisme à tout prix en tournant entre le 5 janvier 1965 et le 14 mai 1965 au Népal à Katmandou, à Hong Kong puis en Malaisie sur l'archipel de Langkawi, dans la mer d'Andaman.
L'avis de recherche lancé par Charlie Fallinster est une photo d'Arthur Lempereur avec le texte en chinois « 人尋 », qui signifie « homme recherché ».

## Accueil

### Sortie internationale
La Finlande est le premier pays à voir Les Tribulations d'un Chinois en Chine en avant-première mondiale, le 5 novembre 1965, avant que la France ne diffuse le film à partir du 4 décembre 1965 puis la Belgique, le 24 décembre 1965.

### Box-office
Lors de sa sortie nationale, 416 743 tickets ont été vendus en huit semaines dans plusieurs salles parisiennes, mais ne dépasse pas l'énorme succès de L'Homme de Rio : « Même si les enfants l’ont aimé, je n’aime pas beaucoup ce film : il y en a trop. Mais c’est de ma faute, j’en suis totalement responsable. J’ai voulu faire un super-Barnum », assume Philippe de Broca.
Le film totalisera finalement 2 701 748 entrées en France.

## Comparaison du livre et du film
Les synopsis des deux œuvres sont très différents, mais un certain nombre d'éléments du livre ont été repris dans le film : le personnage principal, Arthur Lempereur, un homme très riche, lassé de la vie, demande à un de ses amis de le tuer. En dépit de ce thème apparemment macabre, les deux œuvres sont des comédies. Le personnage du valet, Léon, amène plusieurs scènes cocasses aussi bien dans le livre que dans le film, mais d'une façon totalement différente [Quoi ?]. De plus, les personnages de Jules Verne sont chinois contrairement à ceux que dépeint Philippe de Broca.
On trouve aussi des références à James Bond 007 contre Dr No. Mais surtout, les références à Tintin sont nombreuses : les deux agents sont les Dupont-Dupond, les oranges qui dévalent la rue, les cercueils qui flottent, Jean-Paul Belmondo habillé d'un pull-over avec le col blanc de la chemise, etc.
Certaines scènes constituent également autant de clins d'œil au film Le Monocle rit jaune : 
- quand le trio apparaît sur une scène hongkongaise habillé en costumes de l'opéra traditionnel chinois ;
- l'acteur chinois qui joue le rôle d'Oscar Hui dans Le Monocle rit jaune joue le médecin auscultant Jean-Paul Belmondo à la compagnie d'assurances ;
- des hommes de main d'Oscar Hui se retrouvent en hommes de main de Charlie Fallinster.